# Mahoba
Mahoba est une ville indienne située dans le district de Mahoba dans l’État de l'Uttar Pradesh. En 2011, sa population était de 95 216 habitants.

## Source de la traduction
- (en) Cet article est partiellement ou en totalité issu de l’article de Wikipédia en anglais intitulé « Mahoba » (voir la liste des auteurs).